# پیر اسلیدجا
پیر اسلیدجا (انگلیسی: Pierre Slidja؛ زادهٔ ۱۸ فوریهٔ ۱۹۹۶) بازیکن فوتبال اهل فرانسه است.
از باشگاه‌هایی که در آن بازی کرده‌است می‌توان به باشگاه فوتبال والنسین و باشگاه ورزشی آمیان اشاره کرد.
وی همچنین در تیم‌های ملی فوتبال France national under-16 football team و زیر ۲۰ سال فرانسه بازی کرده‌است.